# エーディト・シュタイン
エーディト・シュタイン（Edith Stein, 1891年10月12日 - 1942年8月9日）は、ドイツの哲学者、カルメル会修道女。カトリック教会の聖人（殉教者）。改宗ユダヤ人でホロコースト犠牲者。修道名は十字架の聖テレサ・ベネディクタである。

## 生涯
ドイツ帝国のブレスラウ（現在のポーランド領ヴロツワフ）でユダヤ人商人の家庭の11番目の子として生まれた。2歳の時、父が死去。以後、母に育てられる。1904年13歳のとき、「自立的人間」を目指して、学校を一旦やめる。ユダヤ教を放棄し、無神論者になった。1913年、夏季ゲッティンゲン大学でエドムント・フッサールに学ぶ（フッサールのアシスタントとしてフライブルク大学までついて来る）。1916年、フッサールの下に「感情移入の問題」の論文を発表し、哲学博士号を授与された。フライブルクで教授陣のメンバーに加えられる。
そのころ、エーディトはカトリックに惹かれ、1922年1月1日に洗礼を受け、カトリックに改宗した。同僚である現象学者のアドルフ・ライナッハ（第一次世界大戦で戦死）の遺稿整理も行っており、改宗ユダヤ人で熱心なキリスト教徒であったライナッハとその未亡人に影響され、信仰を取り戻したとされる。また、夏季休暇のとき、友人宅の書斎にあったカルメル会改革者のアビラのテレサの自伝を読み、改宗を決心したといわれる。そしてトマス・アクィナス等の著書をドイツ語に翻訳した。
しかし1933年にナチスによる反ユダヤ主義の法律が成立し、教職を追われることとなる。
1934年、ケルンにあるカルメル会の修道女となり十字架のテレジア・ベネディクタの修道名を与えられた。彼女はアクィナス、及びフッサールの哲学を結合するため Endliches und ewiges Sein を執筆した。
ナチスの迫害を逃れるため、エーディトはオランダに亡命し、「十字架のヨハネに関する科学の研究」を発表したが、捕らえられてアウシュヴィッツ＝ビルケナウ強制収容所に送られ、1942年8月9日、同じく捕らえられていた実姉で既にカトリックに改宗していたローサと共にガス室で殉教（死去）した。

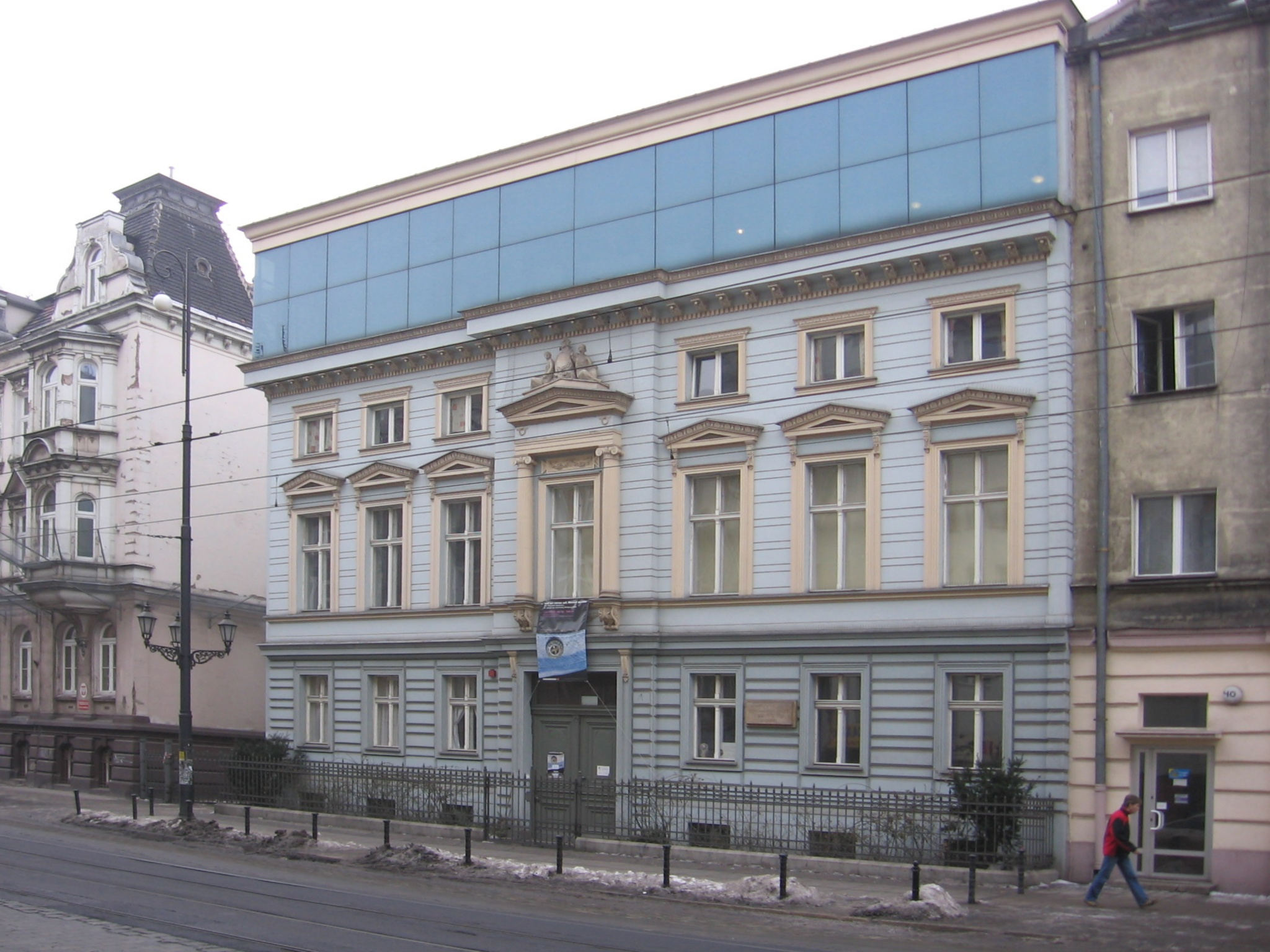
ヴロツワフ・ノヴォヴィエイスカ通り（旧ミヒャエリス通り）38にあるシュタインの生家

1998年10月11日、エーディトはヨハネ・パウロ2世によって列聖された。

## 列聖
エーディトが列聖されるまで様々な困難があった。彼女はアウシュヴィッツで無名のユダヤ人女性として最後をとげ、カトリック側は果たしてその死が殉教に当てはまるかどうか悩んでいた。しかし、テレサ・ベネディクタ・マッカーシー (Teresa Benedicta McCarthy) というアメリカの少女がエーディト・シュタインに代願したところ、奇跡的に病気が回復し医師を驚かせた。カトリック教会はそれを認定し、1987年5月1日、ケルン郊外の競技場において彼女の列福式が執り行われた。
それを聞いたあるユダヤ人団体がカトリックに改宗したエーディトに「ユダヤ人」を名乗る資格はないと抗議した（彼らにとって「ユダヤ人」とは、民族名というよりユダヤ教の信者のことであり、他の宗教に改宗すれば自動的に「ユダヤ人」ではなくなる）。しかし、改宗しても彼女は（民族としての）ユダヤ人の誇りを失わなかったのであり、アウシュヴィッツの聖者として再び評価されるようになってきている世相も手伝い、殉教者として列聖される運びとなった。

## 日本語訳
- 『現象学からスコラ学へ』エディット・シュタイン著 ; 中山善樹編訳 九州大学出版会, 1986
- 『国家研究』エーディト・シュタイン著 ; 道躰章弘訳 水声社, 1997
- 『エディット・シュタイン 小伝と手記』 コンラッド・ド・メーステル、エディット・シュタイン著; 西宮カルメル会、福岡カルメル会訳 女子パウロ会, 1999  
『有限存在と永遠存在: 存在の意味への登攀の試み』エーディト・シュタイン著　道躰 章弘 (翻訳)　水声社　2019